# Солодов, Александр Васильевич
Александр Васильевич Солодов (1919—1984) — советский военный деятель и педагог, доктор технических наук (1958), профессор (1960), генерал-лейтенант (1984). Заслуженный деятель науки и техники РСФСР (1970). Лауреат Государственной премии СССР (1981).

## Биография
Родился 22 августа 1919 года в Новочеркасске.
С 1936 по 1941 год обучался в Ростовском машиностроительном институте.
С 1941 года в рядах РККА. С 1941 по 1942 и с 1945 по 1947 год обучался в Военной артиллерийской инженерной академии имени Ф. Э. Дзержинского. С 1942 по 1945 год в должности начальника артиллерийского снабжения пехотного полка был участником Великой Отечественной войны, воевал на Юго-Западном и 3-м Украинском фронтах. С 1942 года был участником битвы за Москву, в 1945 году — Будапештской и Венской стратегических наступательных операций.
С 1947 по 1984 год на научно-педагогической работе в Военной артиллерийской инженерной академии имени Ф. Э. Дзержинского в должностях преподаватель, старший преподаватель, с 1958 года — начальник кафедры систем радиоуправления летательными аппаратами. С 1962 по 1984 год — заместитель начальника Военной артиллерийской инженерной академии имени Ф. Э. Дзержинского по учебной и научной работе.

### Научно-педагогическая деятельность
Основная научно-педагогическая работа А. В. Солодова была связана с вопросами в области изучения методов электронного моделирования процессов в сложных автоматических системах, он являлся разработчиком теории теории информации в автоматическом управлении и автоматических систем с переменными параметрами. А. В. Солодов являлся членом Учёного совета и руководителем научно-исследовательских работ в Военной артиллерийской инженерной академии имени Ф. Э. Дзержинского в области космической техники, а так же проблем влияния ядерного взрыва на стойкость баллистических ракет стратегического назначения.
В 1951 году А. В. Солодов защитил диссертацию на соискание учёной степени кандидат технических наук, в 1958 году — доктор технических наук. В 1960 году ВАК СССР А. В. Солодову было присвоено учёное звание профессор. А. В. Солодов являлся членом Национального комитета СССР Международной федерации по автоматическому управлению, членом научного Совета по проблемам управления и навигации АН СССР. Под руководством А. В. Солодова было подготовлено более тридцати кандидатов и докторов наук.
Скончался 6 апреля 1984 года в Москве, похоронен на Кунцевском кладбище.

## Высшие воинские звания
- Генерал-майор  инженерно-технической  службы (9.05.1961)
- Генерал-майор-инженер (18.11.1971)
- Генерал-лейтенант-инженер (25.04.1975)
- Генерал-лейтенант (26.04.1984)[6]

## Награды
- Орден Трудового Красного Знамени (1967)
- Два Ордена Красной Звезды (1944, 1956)
- Орден «За службу Родине в Вооружённых Силах СССР» 3-й степени (1976)
- Государственная премия СССР (1981)
- Заслуженный деятель науки и техники РСФСР (1970)[1][2]